# Championnats d'Afrique de course en montagne
Les championnats d'Afrique de course en montagne sont une compétition de course en montagne disputée chaque année entre 2009 et 2014 qui désigne un champion.
Ils sont organisés par la Confédération africaine d'athlétisme avec le soutien de l'Association mondiale de course en montagne (WMRA).

## Histoire
Toutes les éditions des championnats se sont déroulées dans le cadre de la course de montagne du Ranch Obudu au Nigeria. Lors de la première édition en 2009, seul le championnat masculin est organisé,. Les femmes ont droit à leur championnat dès 2010.
Les fédérations nationales peinent parfois à s'engager aux championnats malgré la présence d'athlètes de leur pays à la course. Ainsi en 2011, seul l'équipe nigérianne est engagée dans le championnat féminin.
Les championnats ne sont pas reconduits en 2015 avec la disparition de la course de montagne du Ranch Obudu.

## Éditions
| Édition | Année | Lieu                     | Pays    | Date        |
| ------- | ----- | ------------------------ | ------- | ----------- |
| 1re     | 2009  | Ranch Obudu, Cross River | Nigeria | 28 novembre |
| 2e      | 2010  | Ranch Obudu, Cross River | Nigeria | 27 novembre |
| 3e      | 2011  | Ranch Obudu, Cross River | Nigeria | 28 novembre |
| 4e      | 2012  | Ranch Obudu, Cross River | Nigeria | 17 novembre |
| 5e      | 2013  | Ranch Obudu, Cross River | Nigeria | 23 novembre |
| 6e      | 2014  | Ranch Obudu, Cross River | Nigeria | 8 novembre  |

## Palmarès

### Hommes
| Édition | Or              | Argent          | Bronze              |
| ------- | --------------- | --------------- | ------------------- |
| 2009    | Habtamu Fikadu  | Geofrey Kusuro  | Abebe Dinkesa       |
| 2010    | Abebe Dinkesa   | Habtamu Fikadu  | John Sompol Mnangat |
| 2011    | Geofrey Kusuro  | Ondara McDonard | Thomas Ayeko        |
| 2012    | Abebe Dinkesa   | Phillip Kiplimo | Atalay Yirsaw       |
| 2013    | Geofrey Kusuro  | Phillip Kiplimo | Ondara McDonard     |
| 2014    | Phillip Kiplimo | Isaac Kiprop    | Petro Mamu          |

### Femmes
| Édition | Or                        | Argent              | Bronze            |
| ------- | ------------------------- | ------------------- | ----------------- |
| 2010    | Meselech Melkamu          | Mamitu Daska        | Belainesh Gebre   |
| 2011    | Janet Dung                | Nancy Mathew        | Olumudi Aderonke  |
| 2012    | Etenesh Diro              | Afera Behra         | Wude Ayalew       |
| 2013    | Perine Nenkampi Oltaruesh | Angelina Mutheu     | Mildred Chebosis  |
| 2014    | Stella Chesang            | Rachael Zena Chebet | Peres Jepchirchir |